# Hans Herrmann
Hans Herrmann né le 23 février 1928 à Stuttgart est un pilote automobile allemand qui a couru en Formule 1 et en endurance.
Il a participé à 18 Grands Prix de Formule 1, débutant le 2 août 1953. Il est monté une fois sur le podium et a inscrit 10 points au championnat du monde.
En course d'endurance, il a notamment gagné les 24 heures du Mans 1970 à bord d'une Porsche 917. Il est le premier pilote, en 1970, à avoir pu remporter dans sa carrière les 24 Heures du Mans, les 12 Heures de Sebring, et les 24 Heures de Daytona.

## Début de carrière
Boulanger de formation, la carrière de pilote de Hans Herrmann commence par des rallyes au volant de sa Porsche 356A. Il prend part aussi à des courses comme les Mille Miglia, la Targa Florio ou la Carrera Panamericana avant d'intégrer l'équipe Porsche lors des 24 heures du Mans 1953.
Surnommé Hans le Chanceux, il s'est toujours sorti de différents accidents spectaculaires. Aux Mille Miglia de 1954, alors que les barrières d'un chemin de fer s'abaissent au dernier moment, avant le passage du train de Rome, Hermann, pilotant une très basse Porsche 550 Spyder, décide qu'il est trop tard pour freiner, frappe l'arrière du casque de son navigateur Herbert Linge pour qu'il se baisse et passe à la grande surprise des spectateurs sous les barrières en train de descendre et juste avant le train.

## Mercedes-Benz
De 1954 à 1955, il est membre de l'écurie officielle Mercedes-Benz, comme pilote junior aux côtés de Juan Manuel Fangio, Karl Kling, Hermann Lang et Stirling Moss. avec le retour des Flèches d'Argent au Grand Prix de France 1954 avec les 2 premières places, Herrmann réussit le tour le plus rapide en course avant d'abandonner. Le podium du Grand Prix de Suisse 1954 a été le meilleur résultat de cette année car il utilisait des versions plus anciennes de Mercedes-Benz W196, ou des voitures moins fiables.
Au Grand Prix d'Argentine 1955, ses équipiers Karl Kling et Stirling Moss abandonnent en raison des conditions extrêmement chaudes dans l'hémisphère sud au mois de janvier. Herrmann a été appelé en renfort pour partager sa voiture avec eux, pour une 4e place, donnant 1 point chacun pour le Championnat du monde. Juan Manuel Fangio l'emporte avec 2 tours d'avance.
Engagé aux Mille Miglia 1955 sur une Mercedes-Benz 300 SLR, il soutient le rythme de Stirling Moss, mais, moins chanceux, il doit abandonner la course.
Un accident pendant les essais du Grand Prix de Monaco 1955 mit fin à sa saison 1955, bien qu'un retour à la Targa Florio ait été prévu.

## Écuries diverses

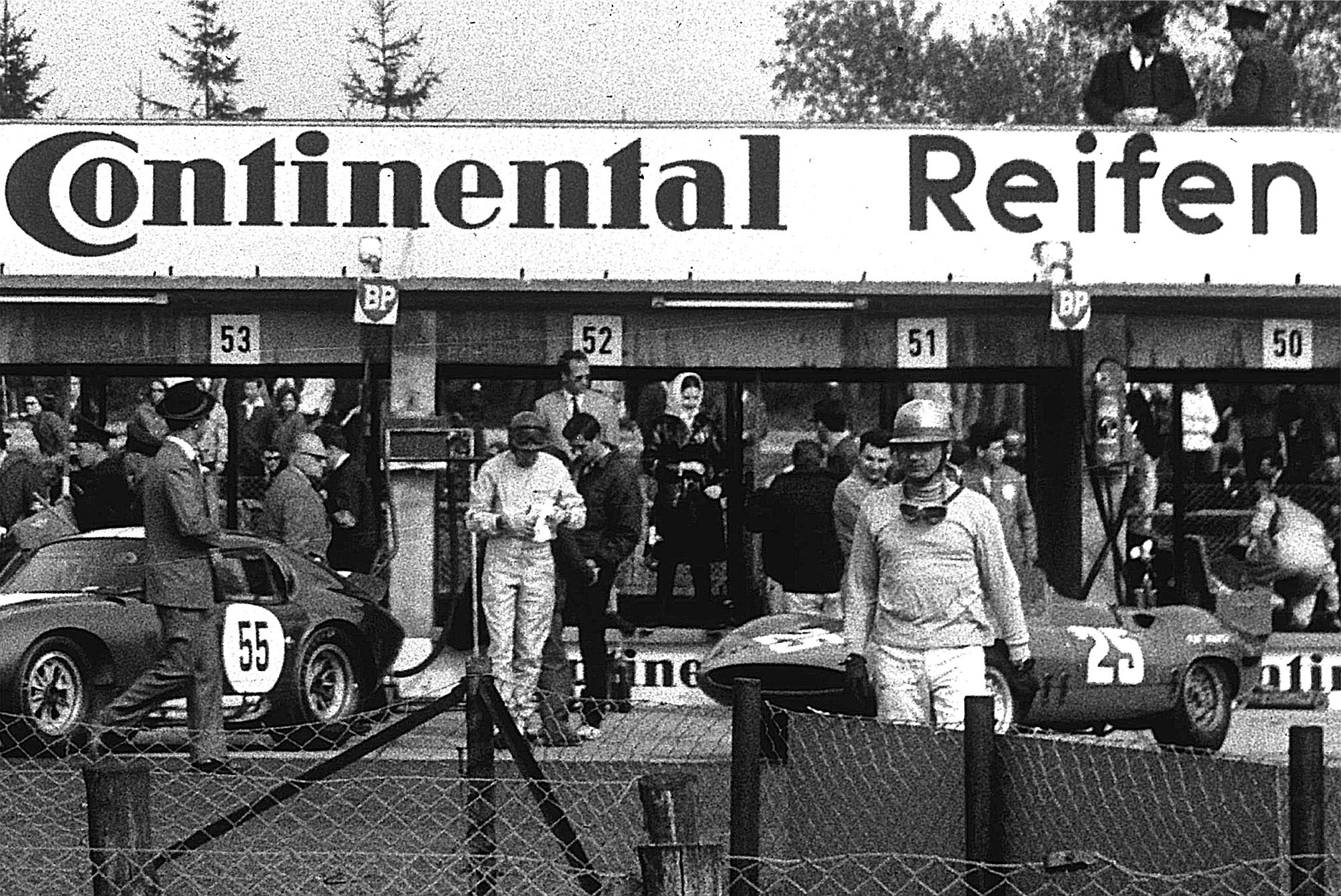
Hans Herrmann avant le départ des 1 000 kilomètres du Nürburgring 1965, derrière lui la Fiat Abarth.

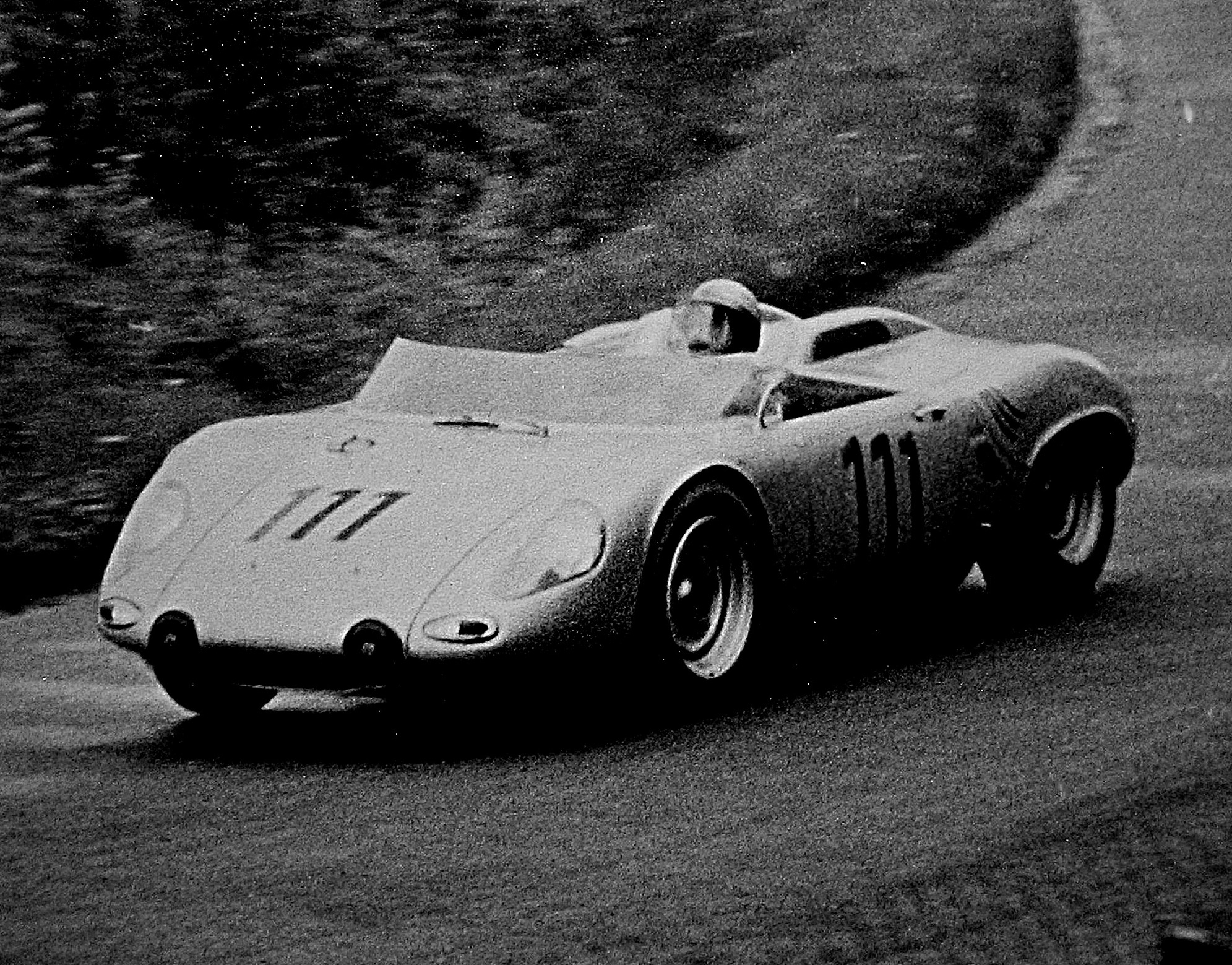
Hans Herrmann pilotant une Porsche 718 RS61 au Nürburgring 1962

Les années suivantes ont vu Herrmann courir pour beaucoup de marques en Formule 1 comme Cooper, Maserati et BRM. À l'AVUS de Berlin pendant le Grand Prix d'Allemagne 1959, la défaillance des freins de sa BRM lui font faire un accident spectaculaire. Il est éjecté de sa voiture et glisse le long de la piste, alors que sa voiture part dans une série de tonneaux.
Avec les différentes versions de la Porsche 718 utilisée aussi bien en course d'endurance qu'en Formule 2, Herrmann marque quelques points pour Porsche, principalement aux 12 Heures de Sebring et à la Targa Florio en 1960. Quand il revient en Formule 1 en 1961 la réglementation a changé et ses résultats sont décevants. Herrmann quitte Porsche au début de la saison 1962 car il estime être moins privilégié chez Porsche par rapport au californien Dan Gurney et au suédois Joakim Bonnier. Gurney obtient 2 victoires en Grand Prix avec la Porsche 804, mais Porsche se retire de la Formule 1 à la fin de la saison 1962.

## Abarth

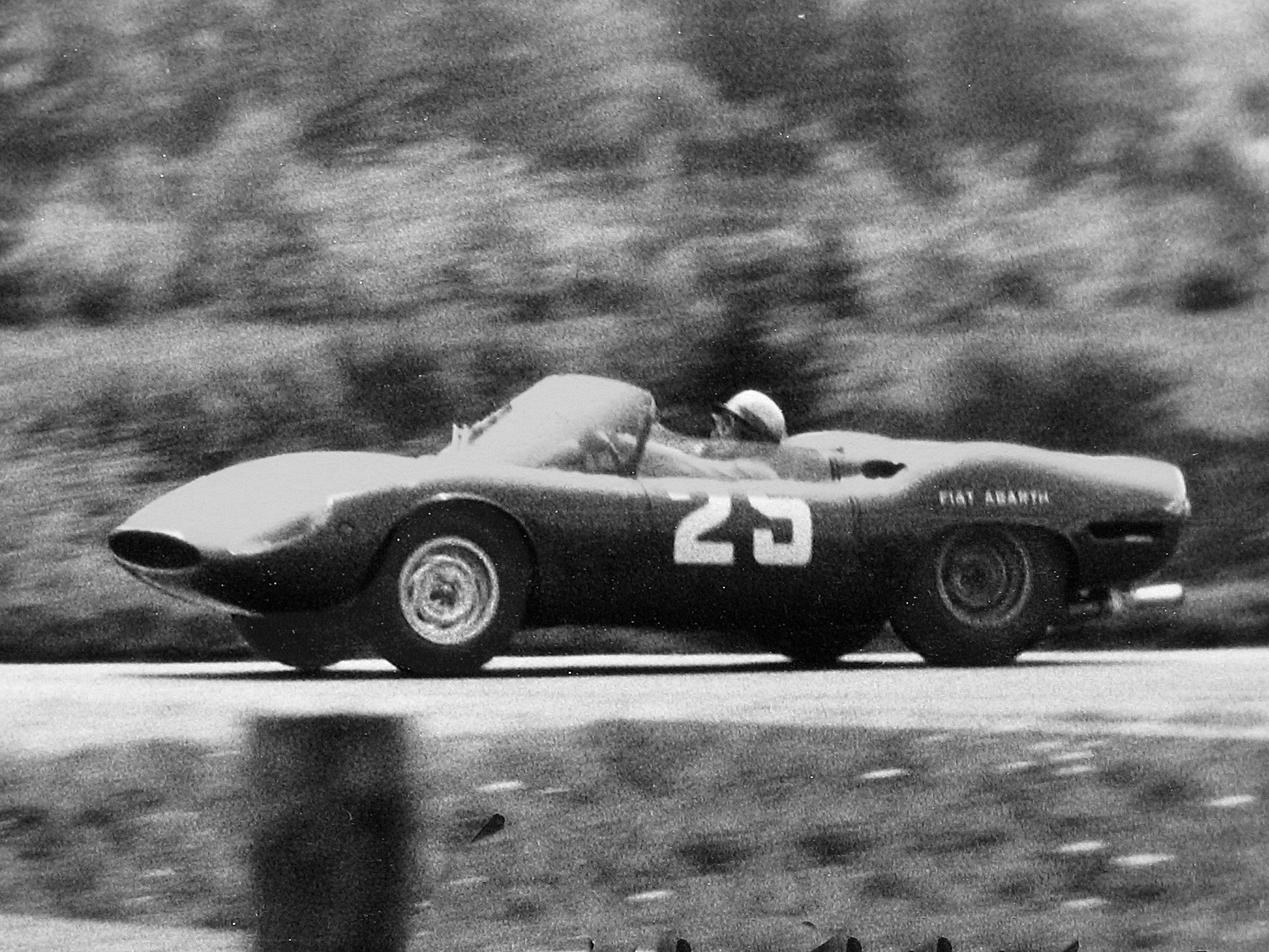
Hans Herrmann sur Fiat Abarth en 1965.

Avec le petit constructeur italien Abarth, Herrmann participe de 1962 à 1965 à des courses mineures et des courses de côte, gagnant quelques-unes comme l'AVUS, la Coppa Cittá di Enna, ou encore les 500 km de Nürburgring. Cependant les Abarths étaient difficile à battre dans leurs classes de 850 cm3 et 1 600 cm3. Étant le seul vrai professionnel dans une petite écurie, il doit apprendre à tester et à développer ses voitures, ce qui lui servira plus tard. N'étant pas satisfait de la préparation de sa voiture pendant les essais de la course de côte de Schauinsland en 1965, Hans Hermann retourne chez lui pour être témoin de la naissance de son fils, Dino. À la fin de l'année, il quitte définitivement Abarth, pour retourner chez un constructeur plus proche de son domicile.

## Porsche

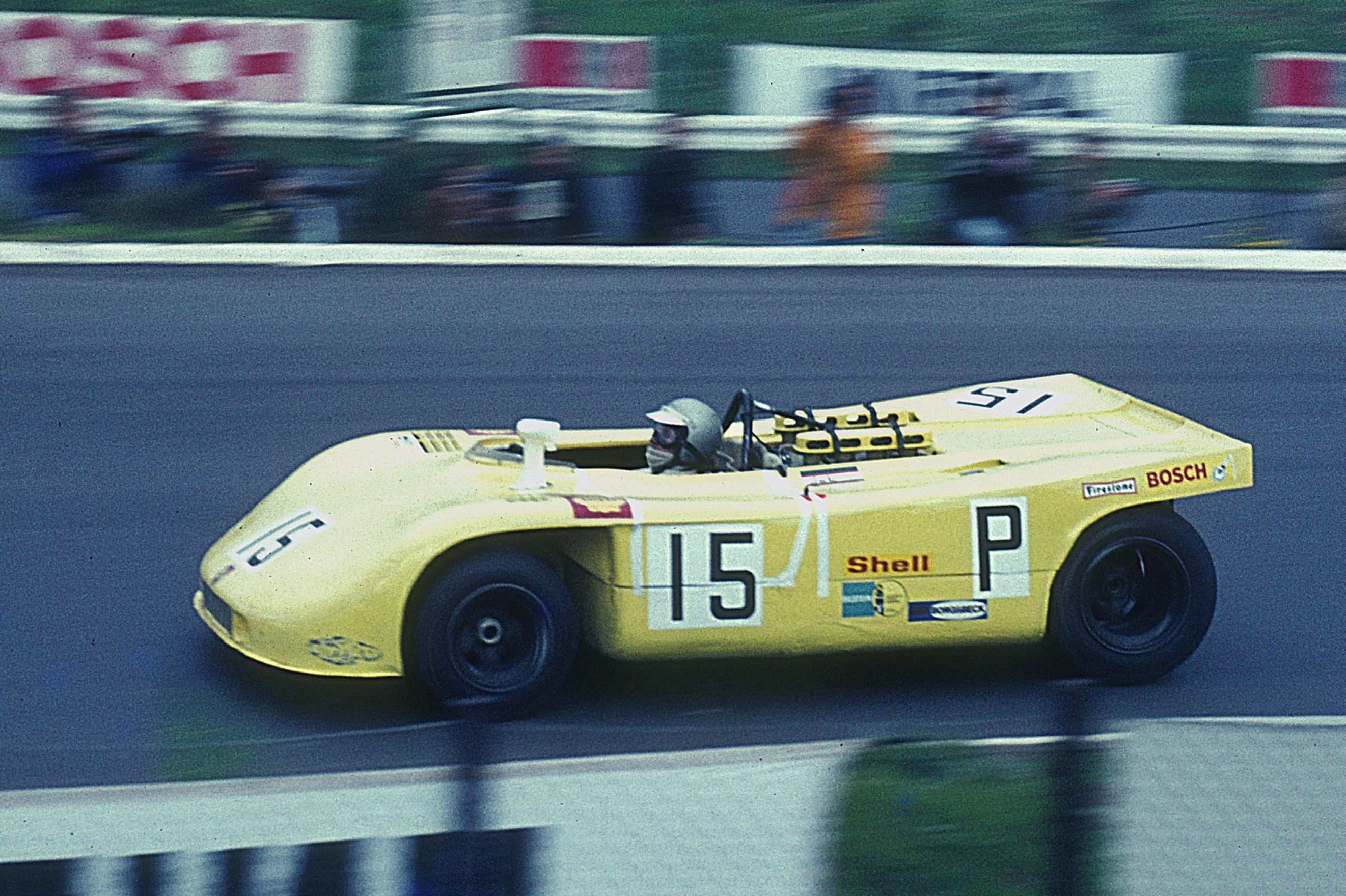
Hans Herrmann pilotant la Porsche 908/03 en 1970

En 1966, il retourne chez Porsche pour le championnat de voitures d'endurance. Après quelques podiums avec la peu puissante Porsche 906 2 litres et autres modèles plus anciens, il gagne en 1968 les 24 Heures de Daytona avec une 907 ainsi que les 12 Heures de Sebring avec le suisse Joseph Siffert et les 1 000 kilomètres de Paris avec son compatriote Rolf Stommelen. La victoire aux 1 000 kilomètres du Nürburgring lui a toujours échappé. Bien que Herrmann ait participé à chaque épreuve depuis sa création en 1953, il a fini deuxième à trois reprises de 1968 à 1970, derrière ses compagnons d'équipe Joseph Siffert et Vic Elford.
Herrmann a manqué la victoire des 24 Heures du Mans 1969 avec une Porsche 908 pour seulement 120 mètres, mais prit sa revanche l'année suivante en remportant les 24 heures du Mans 1970, victoire  attendue depuis longtemps par Porsche. Sous une forte pluie, Herrmann et son compagnon Richard Attwood ont maintenu leur Porsche 917K #23 rouge et blanc sur la piste et ont gagné avec seulement 7 voitures classées à l'arrivée.

## Retraite

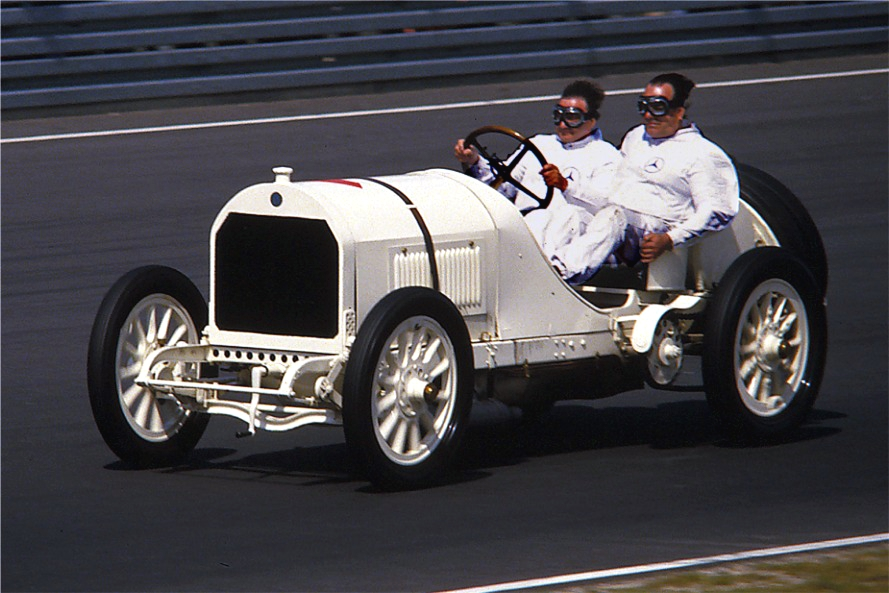
Hans Herrmann au volant d'une Benz de 1908 en 1986.

Comme promis à sa femme, Hans se retire de la compétition à l'âge de 42 ans après avoir été de nombreuses fois le témoin d'accidents mortels, comme au Grand Prix d'Allemagne 1969 quand son équipier et ami Gerhard Mitter se tua.
Utilisant ses différents contacts dans le monde de l'automobile, Herrmann fonde sa propre entreprise de pièces automobiles. Il a été enlevé dans les années 1990 et retenu plusieurs heures dans le coffre d'une voiture avant de pouvoir s'échapper.
Il a été également l'un des protagonistes pour promouvoir la Formule Vee.
On pouvait encore voir Hans, à l'âge de 75 ans, toujours courir dans des courses de voitures historiques.

## Résultats en championnat du monde de Formule 1
| Saison | Écurie                                         | Châssis            | Moteur                      | Pneus       | GP disputés | Meilleur tour | Points inscrits | Classement |
| ------ | ---------------------------------------------- | ------------------ | --------------------------- | ----------- | ----------- | ------------- | --------------- | ---------- |
| 1953   | H Klenk                                        | Veritas Meteor     | Veritas l6                  | Dunlop      | 1           | 0             | 0               | Nc.        |
| 1954   | Daimler-Benz AG                                | Mercedes-Benz W196 | Mercedes M196 l8            | Continental | 5           | 1             | 8               | 6e         |
| 1955   | Daimler-Benz AG                                | Mercedes-Benz W196 | Mercedes M196 l8            | Continental | 1           | 0             | 1               | 22e        |
| 1957   | Scuderia Centro Sud                            | Maserati 250F      | Maserati 250F1 l6           | Pirelli     | 1           | 0             | 0               | Nc.        |
| 1958   | J Bonnier Scuderia Centro Sud                  | Maserati 250F      | Maserati 250F1 l6           | Pirelli     | 3           | 0             | 0               | Nc.        |
| 1959   | British Racing Partnership Scuderia Centro Sud | BRM P25 Cooper T51 | BRM P25 l4 Maserati 250S l4 | Dunlop      | 2           | 0             | 0               | Nc.        |
| 1960   | Porsche System Engineering                     | Porsche 718        | Porsche 547/3 Flat-4        | Dunlop      | 1           | 0             | 1               | 24e        |
| 1961   | Porsche System Engineering Écurie Maarsbergen  | Porsche 718        | Porsche 547/3 Flat-4        | Dunlop      | 3           | 0             | 0               | Nc.        |

## Résultats aux 24 heures du Mans
| Année | Équipe                     | Voiture             | Équipiers               | Résultat  |
| ----- | -------------------------- | ------------------- | ----------------------- | --------- |
| 1953  | Porsche KG                 | Porsche 550         | Helmut Glockler         | 16e       |
| 1954  | Porsche KG                 | Porsche 550 RS 1500 | Helmut Polensky         | Abandon   |
| 1956  | Porsche KG                 | Porsche RS 550 A    | Umberto Maglioli        | Abandon   |
| 1957  | Porsche KG                 | Porsche 550 A RS    | Richard von Frankenberg | Abandon   |
| 1958  | Porsche KG                 | Porsche 718 RSK     | Jean Behra              | 3e        |
| 1959  | Porsche KG                 | Porsche 718 RSK     | Umberto Maglioli        | Abandon   |
| 1960  | Porsche KG                 | Porsche 718 RS 60   | Maurice Trintignant     | Abandon   |
| 1961  | Porsche System Engineering | Porsche RS 61 Coupé | Edgar Barth             | 7e        |
| 1963  | Porsche System Engineering | Porsche 356B Abarth | Edgar Barth             | 7e        |
| 1966  | Porsche System Engineering | Porsche 906/6 LH    | Herbert Linge           | 5e        |
| 1967  | Porsche System Engineering | Porsche 907         | Joseph Siffert          | 5e        |
| 1968  | Porsche System Engineering | Porsche 908         | Joseph Siffert          | Abandon   |
| 1969  | Porsche System Engineering | Porsche 908         | Gérard Larrousse        | 2e        |
| 1970  | Porsche KG Salzburg        | Porsche 917 K       | Richard Attwood         | Vainqueur |

## Résultats sur voitures de sport
- Champion d'Allemagne des voitures de sport, en 1953 sur Porsche 550 Spyder 1500 S.

## Résultats en courses de côte
- Vice-champion d'Europe de la montagne, en 1957 sur Borgward 1500 RS (en catégorie Sport).
- 3e du championnat d'Europe de la montagne en 1958 (Borgward), 1963 et 1965 (Abarth-Simca), 1966 (Porsche)[1].